# 德意志农民战争
德意志农民战争，或称德国农民战争，是神聖羅馬帝國德意志地區一场1524年爆发的的农民起义，后来扩展到拜恩、普法茲、符騰堡、奥地利和瑞士等地区的一次大规模农民起义。通过提出《十二条款》起义农民首次提出了明确的要求。1525年起义在士瓦本、法兰克尼亚、亞爾薩斯和图林根被镇压。1526年起义在萨克森和提洛被扑灭。在这次农民起义爆发前在英国和瑞士就已经爆发过类似的起义了。

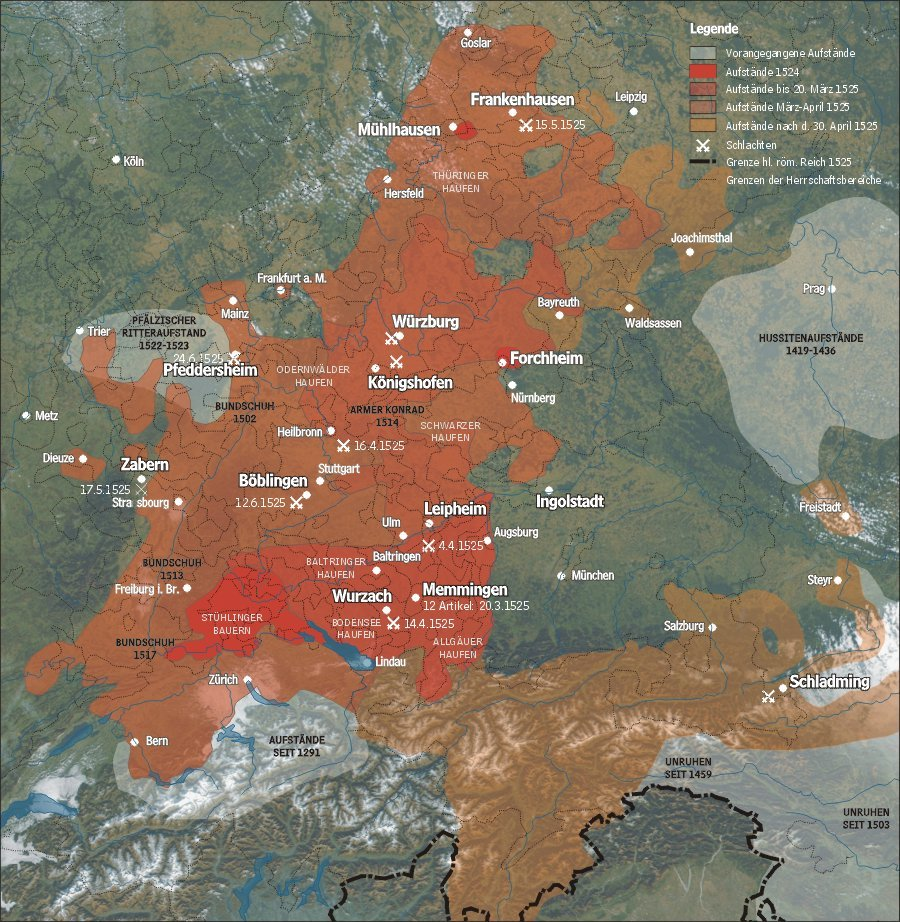
德意志农民战争地图

## 原因和背景
德意志农民战争的原因有许多。16世纪初在德意志地区的南部，尤其是在士瓦本地区有许多小的封建贵族领地。许多当地农民的问题是地区性的、由当地领主造成的。这些封邑狹小，造成了其领主的视野非常狭窄，外交關係也互相矛盾，这阻止了当地的经济发展。
但是起义得以扩展到其它地区以及达到其程度的最主要的原因来源于当时农民作为社会内人数最多的阶层的总状况。这个总状况在不同的领主手下差别并不很大。

### 农民的情况
封建制度的基础是农民：领主、贵族、官员和僧侣等，全部依仗农民的劳动力。由于这些享受者的数目不断增加，其费用也不断提高，而这些费用需要通过农民的賦稅和徭役来提供。除了其收入和收成上的什一税外他们还必须交杂税、关税和租金，此外还要为其领主承担徭役。在上士瓦本、符腾堡、法蘭克尼亞、萨克森和图林根农民习俗上諸子均分土地，这导致了在土地面积不增加的情况下农民的土地越来越小。由于税务和支出依然非常高许多极小的农民实际上入不敷出。
经济上的困难、经常发生的坏收成以及领主施加的巨大压力使得越来越多的农民沦为农奴，这使得他们必须付更高的租金和更多的徭役。
此外越来越多的领主对于过去遗留下来的、口头的“老法”的解释越来越宽，或者干脆忽视这些习惯法。公共财产被没收，公共的牧地法、伐木法、漁業法和狩猎法被限制或完全被废除。

### 帝国的状况
神圣罗马帝国内部的高层贵族对于改善农民的状况不感兴趣，因为这样的话他们不得不放弃一些特权。低层贵族受到没落的威胁，他们的地位大降，这导致了此前他们就发动了自己的起义（普法茲骑士起义）。许多下层贵族试图通过强盗生活来维持其生机，而这又进一步加深了农民的负担。
天主教僧侣阶层也反对改革：天主教是当时封建制度的一个支柱，天主教的本身就是封建领主。几乎所有的修道院均有自己的莊園。教会的收入来自捐献、贩卖贖罪券和什一税。后者也是贵族最重要的财源。唯一的要求废除旧的封建结构的呼声来自城市中的市民阶层。但是他们也受贵族和僧侣的影响，因此这个呼声很弱。

### 宗教改革
当时教会内部的情况非常糟糕，许多神职人员依靠富人的捐贈、遗产，以及穷人的什一税和香油錢过着奢侈的生活。在罗马公教依靠裙带关系和买卖圣职就可以得到职位和权势。歷代教皇本身的喜好，幾乎與神學沒甚麼關係，通常是战爭、大兴土木、促进艺术，於是他們更重視教會收到的捐獻。
在马丁·路德發動德意志宗教改革之前就已经有人（比如佛罗伦萨的萨佛纳罗拉）批评这个状况。1517年道明会修士若望·特次勒受身负重债的美因茨大主教阿尔布雷希特和教皇李奧十世的派遣周游德意志，贩卖贖罪券，这使得路德非常愤怒，他撰写了《九十五条论纲》，将这些论纲贴在維滕貝格教堂的大门上。
马丁·路德在他的《基督徒的自由》中写道：“一个基督徒……是万物之主，他不是任何人的奴仆。”1522年他还将《新约圣经》翻译成德语。这些事件对农村人民反抗都给予了重要的理由。通过德语版的《圣经》一般人也可以问贵族和僧侣的要求是不是真的是“上帝的意愿”。在《圣经》中农民發現自己不必身處悲惨，许多农民认识到对领主对“老法”的解釋，实际上是违反了“上帝的法律”，他们认识到自己可以要求与贵族和僧侣同样的权利。
其餘的宗教改革人士如瑞士日内瓦的克尔文與蘇黎士的慈運理也公开表示，任何人都可以不通过教士，直接接触耶穌基督，这样一来宗教改革者们，推翻了天主教会的信仰霸权。

## 起义者
農村中大多數普通农民不敢反抗他们的领主，因为他们在许多方面依靠这些领主，但农村的士紳們如縣法官、村长、手工业者和小城市的乡民則通常不這麼想，他們往往也是起义的主要领导人，在他们的推动下许多贫困的农民也参加起义。
起义农民的主要要求是恢复他们传统的权利以及人道的、虔诚的生活方式。他们要求减轻负担、废除农奴制，但是这些要求动摇了当时社会的基础。

## 此前的起义
在1524年的德意志农民战争爆发前，就已经由于农民的状况不断恶化而爆发了许多地区性的起义。大多数这些暴动的原因除总的情况外一般还有地区性的原因。
其中比较大的起义有：
- 从1291年开始老瑞士同盟反抗哈布斯堡王朝
- 1419年至1420年以及1433年至1434年：波希米亚爆发胡斯战争
- 1476年在弗兰肯爆发农民起义
- 1478年在克恩顿爆发农民起义
- 1492年在阿尔戈伊农民起义
- 1493年在阿爾薩斯爆发农民起义
- 1502年在施派尔爆发农民起义
- 1513年在布赖施高爆发农民起义
- 1514年在符腾堡爆发农民起义
- 1517年在黑森林爆发农民起义

市民也发动起义。1448年在柏林爆发了起义。在农民战争爆发前在一系列城市中发生冲突，在这个过程中市民阶层与农民团结。1509年在埃尔福特、1511年在雷根斯堡、不伦瑞克、施派尔、科隆、施韦因富特、沃尔姆斯、阿亨、奥斯纳布吕克和其它城市爆发暴动。
几乎所有这些起义均被血腥镇压，只有持续最久的瑞士农民战争最后获得胜利。在其它起义中农民的状况一般不但没有获得改善，而且他们还遭到更重的压迫。

## 1524年
1524年在纽伦堡附近的福希海姆再次爆发动乱，此后不久在艾尔福特附近的穆尔豪森也爆发动乱。10月在斯图林根附近的农民起义，此后不久约3500名农民向富特旺根进发。在博登湖周围的上士瓦本地区农民已经不满许久了，因此在1525年2月和3月在短期内就形成了三群起义农民，其中最大的有1.2万农民、市民和僧侣。他们在数日内在比贝腊赫附近的芦苇荡中聚集。林道附近的农民起义也有约1.2万人，其中也包括了许多下层的神职人员和雇佣兵。抵抗坎普顿的修道院领主的农民起义约有七千人。

## 《十二条款》和谈判
这些起义农民是希望改善他们的处境，而不是打算加入一場惡战，因此他们决定与史瓦本同盟谈判。他们派遣了50名代表赴同情农民的帝国自由城市梅明根。在这里起义农民的代表试图说明农民的要求，并使用《圣经》来作为他们的要求的理由。经过多次谈判后1525年3月20日他们发表了《十二条款》和《帝国改革纲领》。这些条款即是抱怨书，也是改革纲领和政治宣言。起义农民以老瑞士同盟为榜样，使用《十二条款》为基础，宣布成立上施瓦本同盟。三个起义农民群决定互相帮助，而不是像过去那样互不相关。很快这两份章程就被大量印刷和传播，这是在南德和蒂罗尔起义迅速扩大的重要原因。起义者将成立上施瓦本同盟的消息传播到奥格斯堡，希望与施瓦本联盟平起平坐地进行谈判。但是由于起义农民纪律败坏，到处烧杀抢劫，因此组成施瓦本联盟的贵族不想谈判。在奥格斯堡巨商富格尔家族（基督世界最有錢的家族）的资助下一支由9000人的雇佣步兵和1500人装甲骑兵组成的军队被派出去镇压主要以镰刀和连枷为武器的农民。
对于德意志农民战争来说在梅明根讨论《十二条款》是一个重要的转折点：在这里农民的要求首次统一地、书面地被表达出来。农民首次统一对抗统治者。此前的起义都是孤立的，互相之间没有支持。而《十二条款》改变了这一点。从另一方面来看，假如农民没有从一开始就试图与施瓦本联盟谈判，而是继续扩张他们的起义面积，那么他们通过他们的巨大数量很难被镇压，他们的要求也许会更被看重。
这十二条款重點如下：
- 取消农奴制
- 取消小什一税
- 應獲得狩猎、捕鱼和伐木自由
- 将公共财产和村落林地歸還农民
- 教区自由选举神職人員
- 减轻徭役，而且徭役需支薪
- 罪刑法定，禁止於法無據的惩罚

## 起义过程

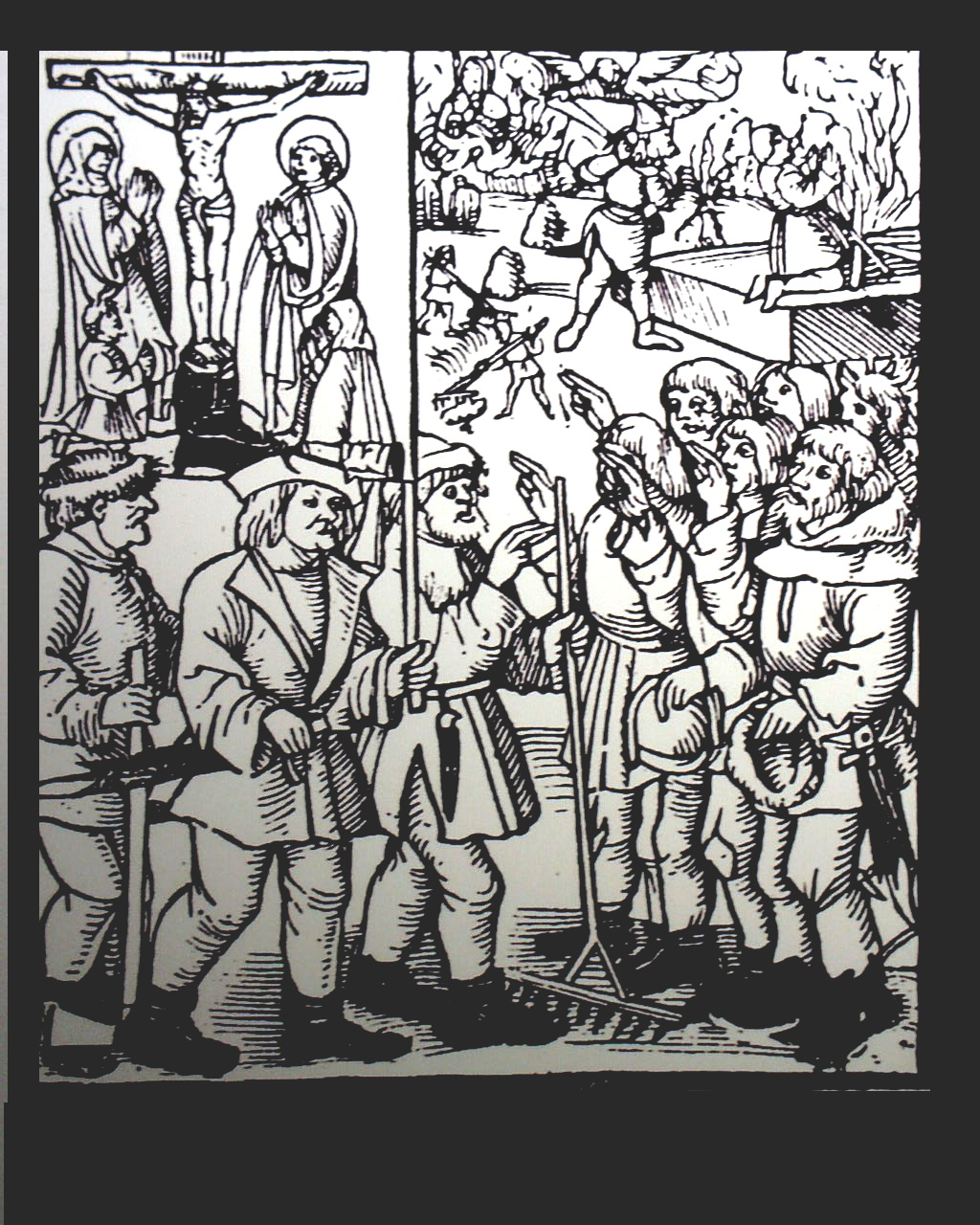
德意志农民战争

1525年3月末施瓦本联盟的军队来到乌尔姆。在多瑙河下游方向不远处的莱普海姆有约5000农民聚集抢劫当地的修道院和贵族庄园。施瓦本联盟的军队因此向莱普海姆进发，在路上就已经击溃了多群抢劫的农民。4月4日在莱普海姆附近爆发了第一场大规模的战斗。当地的农民战败。莱普海姆必须付罚金，农民的领导人被处死。
同年四月初农民在内卡河河谷和奥登瓦尔德山脉起义。1525年复活节（4月16日）他们聚集在瓦恩斯贝尔格。起义农民将被大家都痛恨的路德维希·冯·海尔丰斯坦伯爵（神圣罗马皇帝馬克西米連一世的女婿）及其部下的骑士拷打而死。这个事件导致了农民获得了一个血腥和抢劫的名声，使得许多贵族反对他们。作为惩罚，瓦恩斯贝尔格因此被焚毁，农民的首领被处以火刑。剩余的农民与由弗兰肯贵族弗洛里安·盖依领导的农民会合，组成了一支有1.2万人的起义军。在古兹·冯·伯利辛根的领导下他们对抗美因茨和维尔茨堡的大主教以及普法茲选侯的军队。
4月12日施瓦本联盟的军队与博登湖最大的农民军作战并很快获胜。农民被解除武装，每人被處以鉅額罰款。
4月13日施瓦本联盟的军队遇上了训练较良的农民军，不得不撤退。一天后在巴特乌尔扎克遇到了阿尔戈伊的农民军。施瓦本联盟军的首领与农民谈判并促使农民解除武装。4月20日他在魏恩加腾与博登湖的起义农民达成协议。他保障农民可以安全撤退。
4月16日符腾堡的农民聚集，约8000人首先占据斯图加特，5月迁往伯布林根。
在施韦比施哈尔和施韦比施格明德也有一些农民聚集，约3000人抢劫了劳赫和穆尔哈德的修道院，霍亨施道芬堡被焚。在克赖希高和奥尔滕瑙也有修道院和城堡被抢劫和焚毁。
博登湖的起义被平息后施瓦本联盟的军队开始向内卡河进发。在巴林根、内卡河畔的罗滕堡、海伦贝尔格以及5月12日在伯布林根农民军虽然数量众多但是均被击败，其首领南逃。6月2日内卡河谷和奥登瓦尔德山脉的农民也被击破。
5月23日一群约1.8万人的南黑森林农民占领弗莱堡。此后其首领打算去给围困在拉多夫茨尔的农民解围，但是只有少数人跟随他，大多数人决定回家种地去。因此解围的军队人数很少，很快就被斐迪南一世的军队消灭了。6月4日施瓦本联盟的军队在维尔茨堡遇到了由古兹·冯·伯利辛根领导的农民军，伯利辛根在作战前夜借口逃跑，因此第二天农民军没有首领，在两个小時之内，约有8000农民丧命。
此后施瓦本联盟的军队再次南下，7月末在阿尔戈伊战胜了最后一批起义者。这支军队在四个月内转战了1000多千米。
此前，5月15日，在弗兰肯豪森战役中由托马斯·闵尔领导的图林根的起义军就已经被萨克森公爵格奥尔格与黑森伯国领地伯爵腓力一世率领的雇佣军团所击败。闵采尔被俘，于5月27日在穆尔豪森被處決。
其它许多小起义也被镇压，在9月份所有的战役和惩罚均结束。神圣罗马帝国皇帝查理五世和教皇克萊孟七世为其介入向施瓦本联盟表示致谢。

## 后果

### 起义者
对起义者来说其后果悲惨。估计在镇压过程中约十万农民丧生。幸存的农民自然被褫奪公權乃至於丧失任何权利，任何人都有权追杀他们。许多领导人被处死，许多参加者和支持者受惩罚，有些惩罚非常残忍。许多人在起义被平定后被领主判砍头，還有刺眼、断指等肉刑。也有许多人被迫交罚金，而且由于他们已经必须交许多税根本无法交这些罚金。因为一些城鎮支持农民，失去了自治权，有些城市丧失其司法权、节日活動被禁止、城墙被拆除、沒收武器、晚上不许販賣酒類等等。
在部分少数地方农民战争为农民带来了好处。有些地方领主与农民制定合同来解除过去的恶状（比如在1526年施派尔帝国议会上就坎普顿修道院的问题签署了这样的合同。在许多地方农民的处境不像过去那么妾身未明，他们不必向他们的地主，而是直接向他们的领主缴税。

### 军队首领
对于镇压农民起义的军队首领来说这次行动收獲非常大。比如施瓦本联盟的军队的首领在上施瓦本获得了许多土地。他们也乘机抢劫和勒索农民来支付他们佣兵的军费。

### 帝国
一些农民军（比如在蒂罗尔）在此后还坚持了数年。有些被剥夺公权的农民直到数十年后还在深山老林中当强盗。但是此后300年中没有再爆发大型的农民起义。一直到1848年的三月革命中农民在1525年的《十二条款》中提出的要求才完全被实现。
对于整个神聖羅馬帝國的经济来说丧失十万农民（有的资料称13万）是一个巨大的打击。这使得德意志各邦國的政治体系在此后没有改革的机会，在三十年戰爭中成为其它强国的战场。

## 宗教

### 马丁·路德
虽然德意志宗教改革为农民起义提供了许多理由，但是以马丁.路德为首的大部分宗教改革领袖明显反对农民起义。在1521年他就区分世俗世界和精神世界，他的改革是教会的改革，而不是要使得现实世界轉變為宗教化（如薩佛納羅拉提倡的）。虽然如此，也因为他对农民要求的态度暧昧，越来越多的统治者认为他对农民起义负责。直到1525年路德在他的和平呼吁中还批评统治者的“傲慢”。直到瓦恩斯贝尔格血案后他才明确地站到统治者的立场上，严厉批评起义者：
“反对凶杀和抢劫的农民……他们必须被砸死、刺死、不管是公开地还是秘密地，就像打死疯狗一样。”
不过他的这篇文章是在农民失败已经非常明显之后才发表的，因此许多历史学家对他在农民战争中的作用中，持批判的观点。
德意志农民战争是宗教改革的转折点，自此之后，主张激进的改革者再也得不到社会各阶层的支持，改革运动需要温和的领袖、帝国自由城市议会和诸侯三方的合作。路德的追随者走遍帝国各城镇传教，宣扬宗教改革同时强调遵守当局法律，赢得了越来越多的市民支持。

### 闵采尔
托马斯·闵采尔原来是路德的学生，但与路德不同的是，闵采尔完全支持以暴力解决一切。闵采尔在穆尔豪森当神甫时就鼓动和支持农民起义，宣称自己是上帝派来的先知，声称世界末日即将来临。托马斯·闵采尔试图在那里建立一个理想社会：废除特权、取消修道院、建造屋宇收容流浪漢和设立济贫机构。但是他未能使得不同的图林根起义农民团结一氣。1525年5月他被俘，酷刑拷打後斬首。

## 参看
- 德意志宗教改革
- 世界戰爭列表